# Wenzel Führich
Wenzel Ambros Führich (* 27. August 1768 in Kratzau; † 2. November 1836 ebenda) war ein böhmischer Handwerker und Maler.

## Leben
Führich, Handwerksmeister (Landmaler und Schneidermeister) in der kleinen Stadt Kratzau in Nordböhmen, fertigte Kirchenbilder mit Heiligen der katholischen Kirche für Kirchen und Kapellen, Votivtafeln und  Beschilderungen an. Er übernahm die Anfertigung und Ausgestaltung von Baldachinen und Kirchenfahnen, von Holzkrippen und Festdekorationen.
Sein ältester Sohn  Joseph wuchs im Haushalt der Eltern in Kratzau Haus Nr. 95 auf. Er erlernte von seinem Vater das Handwerk der Malerei und wurde von 1814 bis 1818 sein Gehilfe. Nachdem sich Joseph 1819 erfolgreich an einer Kunstausstellung in Prag beteiligt hatte, worauf er von Christian Christoph Graf Clam-Gallas ein Stipendium für die dortige Akademie der bildenden Künste erhielt, zogen Wenzel Ambros Führich und seine Familie nach Prag, um während der Ausbildungszeit von Joseph an der Akademie in dessen Nähe zu sein. Als sich Joseph in Sommer 1820 zu einem Aufenthalt in Dresden entschloss, kehrte Wenzel Ambros Führich mit der übrigen Familie nach Kratzau zurück.
Wenzel Führich erteilte dem 1817 ebenfalls in Kratzau geborenen Franz Josef Schütky Zeichenunterricht.

## Familie
Wenzel Ambros Führich  heiratete in Kratzau in Nordböhmen  am 15. September 1798 Johanna Josefa Margarethe Reilich aus Kratzau. Die Vorfahren der Familie Führich sind durch vier Generationen in den römisch-katholischen Kirchenbüchern der Pfarrei Kratzau nachzuweisen. Der Urgroßvater Christoph Führich, im Jahre 1645, zu Ende des Dreißigjährigen Krieges (1618–1648) in Eckersbach bei Reichenberg in Nordböhmen geboren, war Fischer und Musiker, lebte später in dem benachbarten Engelsberg und heiratete in Kratzau am 26. November 1684 Maria Seidl.
Das Ehepaar Wenzel Ambros Führich (1768–1836) und seine Ehefrau Johanna Josefa Margarethe, geborene Reilich (1778–1855) sind die Eltern des akademischen Malers Josef von Führich,  Ritter des österreichischen Ordens der Eisernen Krone mit Erhebung in den österreichischen Ritterstand in Wien am 15. Dezember 1861.